# Japan Airlines
Japan Airlines Corporation (株式会社日本航空, Kabushiki-gaisha Nihon Kōkū), o també JAL, és l'aerolínia més gran d'Àsia. JAL es va establir el 1951 com una empresa governamental i es va convertir en la companyia aèria nacional del Japó el 1953. Després de més de tres dècades de servei i expansió, la companyia aèria es va privatitzar completament el 1987. El 2002, la companyia aèria es va fusionar amb Japan Air System (JAS), la tercera companyia aèria més gran del Japó, i es va convertir en la sisena companyia aèria més gran del món per passatgers transportats.
Dos companyies operen amb la marca JAL: Japan Airlines International (日本航空インターナショナル, Nihon Kōkū Intānashonaru) i Japan Airlines Domestic (日本航空ジャパン, Nihon Kōkū Japan). Japan Airlines Domestic s'ocupa de la xarxa més gran de vols amb origen i destí al Japó mentre que Japan Airlines International s'ocupa tant de vols internacionals com de vols interiors. Ambdues companyies es van fusionar en una sola l'1 d'octubre de 2006. A més, JAL Corporation també posseeix set línies aèries més petites:
- Hokkaido Air System
- JAL Express
- JALways
- J-Air
- Japan Air Commuter
- Japan Asia Airways
- Japan Transocean Air

## Història
Japan Air Lines Co., Ltd. es va crear l'agost de 1951, amb el govern del Japó reconeixent la necessitat de tenir un bon sistema de transport aeri per ajudar a créixer Japó durant la Segona Guerra Mundial. La companyia aèria es va fundar amb un capital inicial de 100 milions de iens; la seva seu es trobava a Ginza, Chūō, Tòquio. Entre el 27 i el 29 d'agost, la companyia aèria va operar vols d'invitació en un Douglas DC-3 Kinsei, llogat a Philippine Airlines. El 25 d'octubre es va inaugurar el primer servei de línia aèria domèstica de la postguerra del Japó, utilitzant un avió Martin 2-0-2, anomenat Mokusei, i una tripulació llogada a la filial de Northwest Orient Airlines, TALOA.
L'1 d'agost de 1953, la Dieta Nacional va aprovar la Japan Airlines Company Act (日本航空株式会社法, Nihon Kōkū Kabushiki-gaisha Hō)  formant una nova Japan Airlines de propietat estatal l'1 d'octubre, que va assumir tots els actius i passius del seu predecessor privat. El 1953, la xarxa JAL s'estenia cap al nord des de Tòquio fins a Sapporo i Misawa, i cap a l'oest fins a Nagoya, Osaka, Iwakuni i Fukuoka.
El 2 de febrer de 1954, la companyia aèria va iniciar vols internacionals, transportant 18 passatgers de Tòquio a San Francisco en un Douglas DC-6B City of Tokyo via Wake Island i Honolulu. Els vols entre Tòquio i San Francisco encara són els vols 1 i 2, per commemorar el seu primer servei internacional. Els primers vols es van anunciar com operats per tripulacions americanes i servits per United Airlines a San Francisco.